# Philopterus phylloscopi
Philopterus phylloscopi är en insektsart som beskrevs av Natalya M. Fedorenko 1979. Philopterus phylloscopi ingår i släktet fjäderlingar, och familjen fjäderlöss. Arten är reproducerande i Sverige.